# أوسامو كودو
أوسامو كودو (باليابانية: 工藤修؛ بالكانا: くどう おさむ) هو عسكري ياباني، ولد في 1915 في أويتا في اليابان، وتوفي في 3 مارس 1942 في بروم ‏ في أستراليا.